# Araucaria cunninghamii
Araucaria cunninghamii е вид растение от семейство Араукариеви (Araucariaceae). Видът е незастрашен от изчезване.

## Разпространение
Разпространен е в Австралия, Индонезия и Папуа-Нова Гвинея.